# Dialecto sanmarinense
El dialecto de San Marino es un dialecto de la lengua romañola hablado en la República de San Marino por el 83% de los habitantes. Se considera un dialecto intermedio entre el de Rímini, Valmarecchia y Urbino. El dialecto hablado en Serravalle se distingue por su proximidad al dialecto de Rímini. 
Su estado de conservación es crítico, hasta el punto de hipotetizar su desaparición para 2040.

## Literatura
Aún no existe una ortografía ni una estandarización oficiales.
Los principales escritores en dialecto de San Marino fueron Pietro Rossi en el siglo XIX y Nino Lombardi, Marino Rossi y Giuseppe Macina.
Hoy en día Francesco Guidi, conocido como "Checco", es un prolífico autor de poemas y editor de colecciones de dichos populares especializados en la variante Serravalle.
En 2021 se presentó el primer "Dizionario di Dialetto San Marino" publicado por Ente Cassa di Faetano.

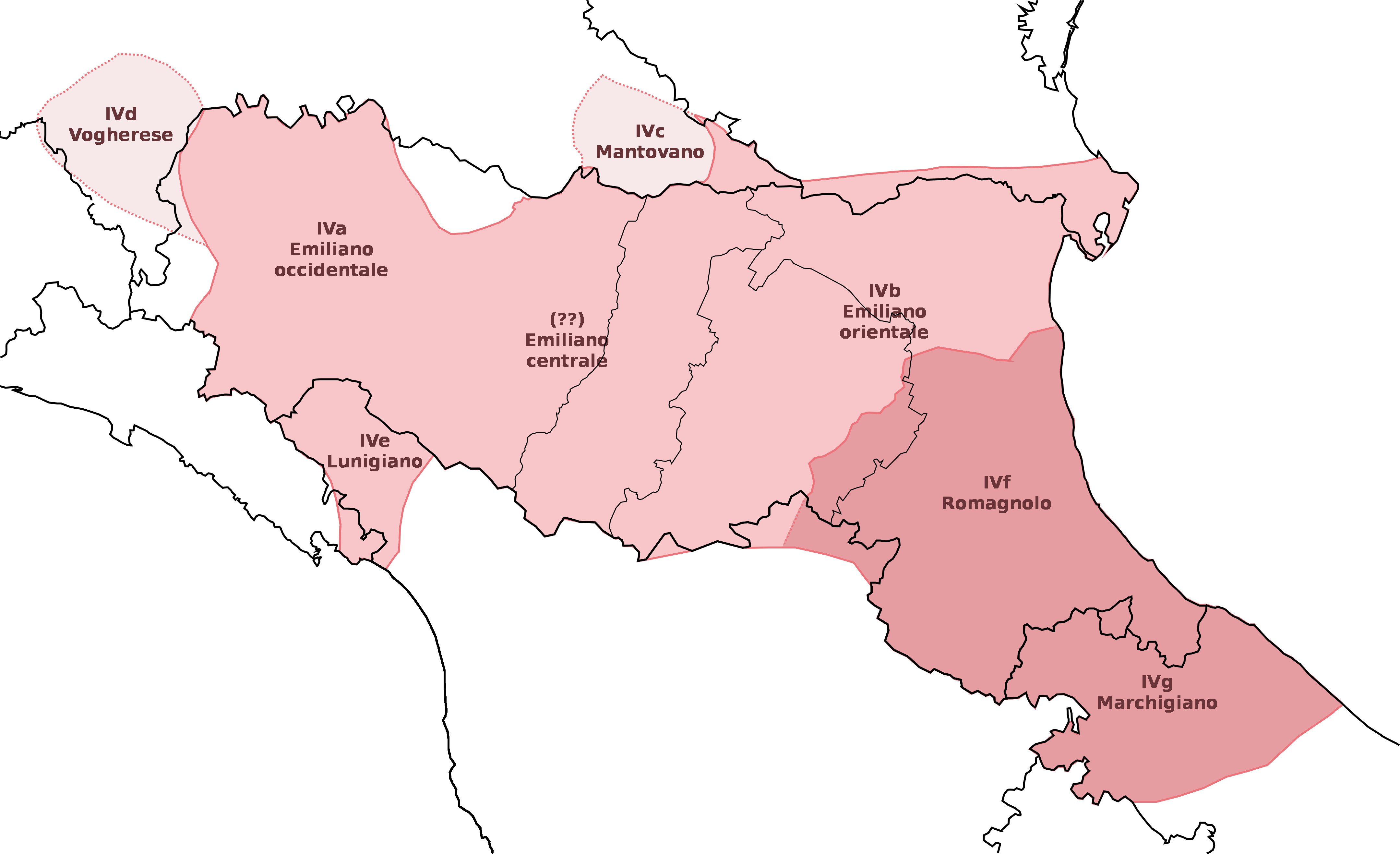
Mapa de la difusión del sistema dialectal emiliano-romagna : el emiliano está presente en las zonas rosa claro y el romagna en las zonas rosa oscuro, mientras que en las zonas rosa-blancas están presentes los dialectos de transición entre el emiliano y otras lenguas locales cercanas.

## Topónimos en San Marino
Los siguientes topónimos figuran en el "Dizionario di dialetto San Marino" (2021). Cuando sea necesario, indicamos los castillos de Città (C), Faetano (F) y Serravalle (S) elegidos como muestra de las variedades Central, Sur y Norte respectivamente.

### Castillos
- Acquaviva : Acquaviva
- Borgo Maggiore : Bórg (CF), Bòurg (S)
- Chiesanuova : Cisanòva
- Ciudad de San Marino : San Marèin (CF), San Maroin (S)
- Domagnano : Dmagnén
- Faetano : Faitèn
- Florentino : Fiurentéin (CF), Fiurantóin (S)
- Montegiardino : Mungiardêin (CF), Mungiardóin (S)
- Serravalle : Seravàl

### Curatías
- Ca' Rigo: Cà Rig
- Corianino: Curianéin (CF), Curianóin (S)
- Dogana: Dughéna
- Falciano: Falcén.
- Fiorina: Fiurìna (C), Fiuréina (F), Fiuróina (S)
- Gualdicciolo: Gualdiciòl (C), Gualdiciùl (FS)
- Monte Pulito: Monte Pulìd (C), Monte Pulìd (F), Monte Pulìd (S)
- Murata: Murèda
- Ventoso: Ventós (C), Vintós (F), Ventòus (S)

## Ejemplos
- Fui a comprar un par de zapatos a Dogana: so andeda a to un per ad scherpi ma la Dughena / a so andè a tò un pera ad scherpi ma la Dughena
- ¿Qué estás haciendo? : cus chet fè? / cust fè? / ¿Qué te pasa?
- ven aquí: vin a che / vin i che
- Nos vemos luego: ac videm pi terd / as videm pi terd
- no hagas esto: nu fa csé / nu fa i selfs
- Me voy a dormir: a vag a durmì
- Vivo en San Marino: a stag a San Maroin
- no sabes hacer nada: tu n si bun da fè gnint / tun sè fè gnint
- no siempre puedes hacer lo que quieras: tu n pù fe sempri cum cut per ma té / t'u n pò fè sempri cum ch'u t pèr ma te
- Puedo: ia pos / ji a poss
- mira con atención: guèrda bèin / guerda ben
- no entiendes: tu n capés / tu n capéss

### Una nube de Bucasc
Donca a degh che a' temp d'e prim re 'd Cipre, dop fat la conquesta dla Tera Sänta da Gotifred 'd Buglion, è sucess ch'una gentildona 'd Guascogna l'andò a m'e Sepolcre in pelegrinagg, e a t'e turnä, ariväda ch'la fu a Cipre, la fu vilanament ultragiäda da di omne sceleräd. Lia, dulendsne 'd 'sta cosa, disperäda, la pensò d'andä a ricora da 'e re; ma u 'j fu det da qualch d'un ch'la perdria la fadiga, perché lù l'era d'una vita acsè sgraziäda, e tänt da poch, che non sol u 'n puniva con giustizia gl'ingiuri fati am i ältr, ma änzie e sustneva da vigliach tuta cla gran massa ch'i 'j ne feva m'a lù: tänt che chiunque l'avess avud con lù dla stezza, u 's sfugäva con fäj del bujarii e del birichinädi. La dona, sentend 'sta cosa, disperand d'otnè vendeta, per consuläss un poch de su disgust, la 's mis in testa 'd vlè stuzzigä la cujonagin 'd ché re; e, andäda da lù piangend, la 'j dess: "'E mi signor, i an vengh da té per dmandä vendeta dl'ingiuria ch'm'è städ fata ma, per mi sodisfazion, at pregh che 't m'insegna com t'fè a sufrì tut cl'ingiuri ch'a so ch'u 't ven fat, perché i a possa da té imparä a supurtä la mia con pazienza, e u 'l sa 'e Signor se i al psess fä, che volontier at la regalaria, perché a vegh t'hè 'e cor bon da suportäli"
'E re, städ fin da ché mument gnurgnon e pigre, com ch'u 's fuss proprie svigiäd alora, cmenzand con vendicä ben ben l'ingiuria fata am 'sta dona, el dventò un persecutor acanid 'd tut quii che da ché mument in pò i avess cumess qualcosa contra l'unor dla su curona.